# Duc de Ciudad Rodrigo

Couronne de grand d’Espagne.

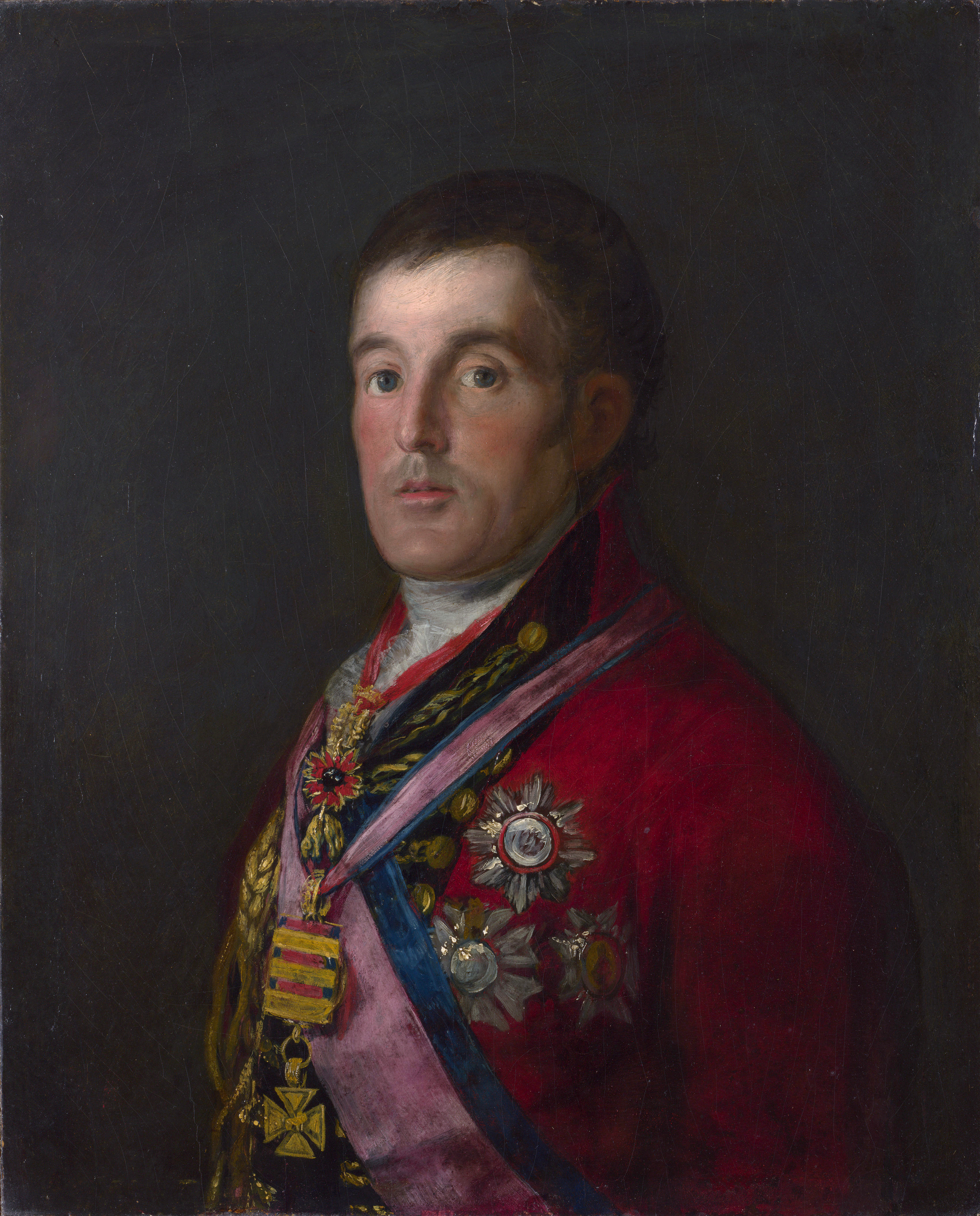
Le premier duc de Wellington et premier duc de Ciudad Rodrigo.

Le titre de duc de Ciudad Rodrigo est un titre de noblesse espagnol, créé le 30 janvier 1812 par le roi Ferdinand VII en faveur du maréchal Arthur Wellesley en récompense pour ses victoires dans la guerre d'indépendance espagnole contre Napoléon Ier.
Outre ses victoires en Espagne et au Portugal contre les Français, il a aussi vaincu Napoléon Bonaparte, dans la bataille de Waterloo. Il reçut également le titre espagnol de vicomte de Talavera. Il reçut, entre autres titres au Royaume-Uni, celui de duc de Wellington, ainsi que d'autres au royaume du Portugal et aux Pays-Bas.
Le 5 mars 2010, le duché de Ciudad Rodrigo fut demandé par Charles Wellesley, avant marquis de Douro, actuel duc de Wellington, par cession de son père, le neuvième titulaire,. Le 12 juin de la même année fut publié l'ordre du ministère de la Justice donnant effet à la cession.
L'héritier apparent du duché de Ciudad Rodrigo est le fils aîné du dixième duc, Arthur Wellesley, marquis de Douro. Lord Douro a deux jumeaux: une fille, Lady Mae Madeleine Wellesley, et un garçon, Arthur Darcy Wellesley, comte de Mornington. En 2006, les Cortes Generales votèrent une loi changeant le système de succession de la préférence masculine à la primogéniture absolue. En conséquence, sa fille, l'aînée des jumeaux, est l'héritière apparente de Lord Douro au titre de duc de Ciudad Rodrigo.

## Liste des ducs de Ciudad Rodrigo
|                            | Titulaire                                                | Période                    |
| Création par Ferdinand VII | Création par Ferdinand VII                               | Création par Ferdinand VII |
| -------------------------- | -------------------------------------------------------- | -------------------------- |
| i                          | Arthur Wellesley, premier duc de Wellington              | 1812-1852                  |
| ii                         | Arthur Wellesley, second duc de Wellington               | 1852-1884                  |
| iii                        | Henry Wellesley, troisième duc de Wellington             | 1884-1900                  |
| iv                         | Arthur Wellesley, quatrième duc de Wellington            | 1900-1934                  |
| v                          | Arthur Wellesley, cinquième duc de Wellington            | 1934-1941                  |
| vi                         | Henry Wellesley, sixième duc de Wellington               | 1941-1943                  |
| vii                        | Anne Wellesley, septième duchesse de Ciudad Rodrigo (en) | 1943-1949                  |
| viii                       | Gerald Wellesley, septième duc de Wellington             | 1949-1968                  |
| ix                         | Valerian Wellesley, huitième duc de Wellington           | 1972-2010                  |
| x                          | Charles Wellesley, neuvième duc de Wellington            | 2010-Titulaire actuel      |